# Ніккі та Пауло
Ніккі Фернандес (англ. Nikki Fernandez) та Пауло (англ. Paulo) — вигадані персонажі американського телесеріалу «Загублені». Є одними з уцілілих, що летіли в центральній частині літака рейсу Oceanic 815. Вперше з'являться в серії «Подальші вказівки» і гинуть у своїй же центральної серії «Викриття».

## Біографія

### До авіакатастрофи
Пауло родом із Бразилії, а Ніккі Фернандес була американською актрисою родом з Лос-Анджелесу, штат Каліфорнія. Режисер по імені Говард Л. Цукерман запросив її на австралійський проспект телевізійних шоу. Під час зйомок фіналу четвертого сезону її героїню вбивають. Після зйомок інший актор допомагає їй підвестися. Потім до неї підходить Цукерман та дякує за роботу.
Через деякий час Ніккі і Цукерман обідали в його великому будинку і Ніккі похвалила їжу. Цукерман розповів їй про свого нового шеф-кухаря, Пауло, який приніс Ніккі і Говарду страви. Після Пауло пішов. Перш ніж запропонувати Ніккі нову роль, він простягнув їй діамантовий браслет, як подарунок. Цукерман сказав їй, що це не є кільцем, але він хоче просити її руки. Не договоривши, він почав задихатися. Ніккі покликала Пауло, але Цукерман був вже мертвий. Тут стає зрозуміло, що Ніккі і Пауло — злочинці, вони отруїли Цукермана, щоб вкрасти його алмази. Після Ніккі зірвала ключ, який Цукерман носив на шиї. Потім вони з Ніккі відкрили сейф. Пауло почав запалювати сигарету, але Ніккі зупинила його, оскільки попіл — доказ. Знайшовши валізу з діамантами вартістю в $8 млн доларів, вони посміхнулися один одному.
Кілька днів потому Ніккі і Пауло чекали на свій рейс в аеропорту, сидячи в кафе. Прочитавши в газеті, що Цукерман помер від серцевого нападу, вони тріумфуючи поцілувалися. Потім Пауло розповів, що кинув палити, і поклав у рот нікотинову жуйку. Поки вони святкували успішний результат афери, в ресторан увійшли Шеннон і Бун. Шеннон лаялася на брата через те, що їм не дісталося квитків в першому класі, а коли в ресторані не знайшлося вільного столика, ще більше розсердилася. Коли вони пішли, Ніккі попросила Пауло пообіцяти, що їхні стосунки ніколи не стануть такими, як у тих двох.

### На острові
Після краху Пауло, в шоковому стані сидів біля води. До нього підбігла Ніккі, і не цікавлячись його самопочуттям, насамперед запитала, чи не знайшов він сумку. Але він нічого не відповів.
Пізніше вночі, всі обговорювали навалу монстра, а Ніккі з Пауло обшукували розкиданий по березі багаж. Ніккі наполягала, що їх сумку потрібно знайти до того, як прибудуть рятувальники. В цей час до них підійшов Ітан, представився і запропонував взяти одяг на випадок, якщо він їм потрібен. Ніккі відповіла, що вони шукають нікотинову жуйку Пауло, і Ітан порадив пошукати багаж в лісі. Тим часом Буна звинуватили в крадіжці запасів води, а Джек вийшов з джунглів і виголосив промову на тему того, що в цілях виживання всім уцілівшим потрібно триматися разом.
На 24-й день перебування на острові Артц показував Ніккі свою колекцію комах, виявлених на острові, і в тому числі самку вигаданого виду павуків під назвою Медуза. Ніккі попросила його допомогти визначити місце в джунглях, куди міг звалитися багаж. Отримавши від нього карту, вона разом з Пауло вирушила в джунглі. По шляху вони знайшли літак, який застряг в гілках дерев, і бункер «Перлина». Пауло хотів спуститися туди, але Ніккі, повністю сконцентрувалась на пошуках сумки і не дозволила йому.
Через кілька днів Ніккі дізналася від Кейт де саме вона знайшла кейс. Потім разом із Пауло вона пішла до водоспаду і змусила його пірнути у воду, сказавши, що раз їй довелося спати з Говардом, то Пауло заради 8-ми мільйонів повинен обшукати дно. Пірнувши, Пауло знайшов сумку, але збрехав, що не побачив на дні нічого, крім трупів. Пізніше в таборі, Пауло поклав у рот нікотинову жуйку і почав рити яму на пляжі. За цим заняттям його застав Джон. Старий не став цікавитися, що за предмет він збирається сховати, але порадив зробити це подалі від берега, так як через приплив вода почала підбиратися до табору. Тоді Пауло пробрався в бункер «Перлина» і сховав ляльку в бочку унітаза. Почувши кроки зовні, він сховався у туалеті. У бункер увійшли Бен і Джульєт. Включивши монітори спостереження і побачивши на екрані Джека, який ходив по бункеру Лебідь, вони почали обговорювати план його викрадення. Коли вони пішли, Пауло знайшов забуту ними рацію.
Коли Джон збирав групу, щоб обстежити бункер «Перлина», Ніккі забажала піти разом з ним. Пауло теж довелося приєднатися. Прикинувшись, що йому потрібно в туалет, він дістав з бочка ляльку. Усередині виявився мішечок, який Пауло переклав в нижню білизну. Після походу на «Перлину», Пауло розмовляв з Ніккі про те, що надії на порятунок не залишилося, Пауло висловив радість з приводу того, що вони нібито так і не знайшли сумку. Він вважав, що в іншому випадку Ніккі кинула б його. Коли він пішов, Ніккі знайшла в піску упаковку нікотинової жуйки, яка випала з його кишені, і зрозуміла, що він обдурив її. Вона зажадала у Соєра пістолет, але аферист відмовився. Свідком цієї сцени став Дезмонд. Після, під вигаданим приводом Ніккі відвела Пауло в ліс і зажадала віддати сумку. Коли він удав, що не розуміє, про що мова, вона кинула в нього павучиху з колекції Артца і холоднокровно спостерігала, як комаха вкусила Пауло в шию. Він впав. Ніккі поінформувала коханця, що отрута від укусу уповільнить його серцебиття і паралізує на 8 годин. Обшукавши Пауло, вона знайшла пакет з діамантами. Втрачаючи свідомість, Пауло пояснив, що приховав знахідку, так як боявся, що Ніккі кине його. Тим часом запах розчавленої павучихи залучив інших павуків, і один з них укусив дівчину в ногу. Вона побігла до берега, по дорозі зарила діаманти в землю і вийшла на пляж, де на очах у Соєра і Герлі зомліла прошепотівши слово «паралізована», яке вони не розчули. Соєр велів Герлі призвести допомогу, але товстун помітив, що дівчина мертва. Потім разом із Сун і Чарлі вони оглянули тіло, але ніяких видимих пошкоджень не виявили. Сун припустила, що дівчина чимось отруїлася, а Чарлі помітив землю під її нігтями. Згадуючи її останні слова, вони вирішили, що Ніккі промовила щось на кшталт «Пауло заодно», і вирушили на пошуки її коханця. Вони знайшли Пауло в лісі — він лежав на землі з розстібнутими штанами, що трохи збило їх з пантелику. Джин припустив, що Пауло і Ніккі вбив монстр. Потім вони віднесли тіла на цвинтар і обшукали намет Ніккі і Пауло. Серед їх речей вони знайшли сценарій серіалу, в якому знімалася Ніккі, і рацію — точно таку ж, як у Інакших.
Пізніше, коли загиблих ховали, Герлі виголосив невелику поминальну промову, розповівши, що хоча вони і вбили один одного через діаманти, вони були милими людьми, а крім того йому подобався серіал, в якому грала Ніккі. Потім Соєр висипав діаманти в могилу. В якусь мить Ніккі відкрила очі (мабуть дія отрути вже закінчувалося), але уцілівші не помітили цього й засипали могилу, що призвело до смерті обох.
Згодом Майлз, прочитавши думки померлих, відкопав їх діаманти.

## Цікаві факти
- Пауло і Ніккі поховали не так, як інших загиблих уцілівших. Вони були поховані в одній великій могилі, а не окремо.
- Алмази пізніше викопав з могили Майлз Штром, здатний спілкуватися з мертвими.